# زهرة اصطناعية
الزهور الاصطناعية هي تقليد للزهور الطبيعية وتصنع غالباً من مادة البلاستيك وتوضع في مداخل المباني التجارية أو الفنادق أو كجزء من ديكورات المنازل. وتستخدم أيضاً لأغراض علمية للتعريف بشكل وتركيب الزهور كما الزهور الزجاجية في جامعة هارفارد في الولايات المتحدة. معظم الزهور الاصطناعية في الوقت الحاضر تصنع من مادة البوليستر.

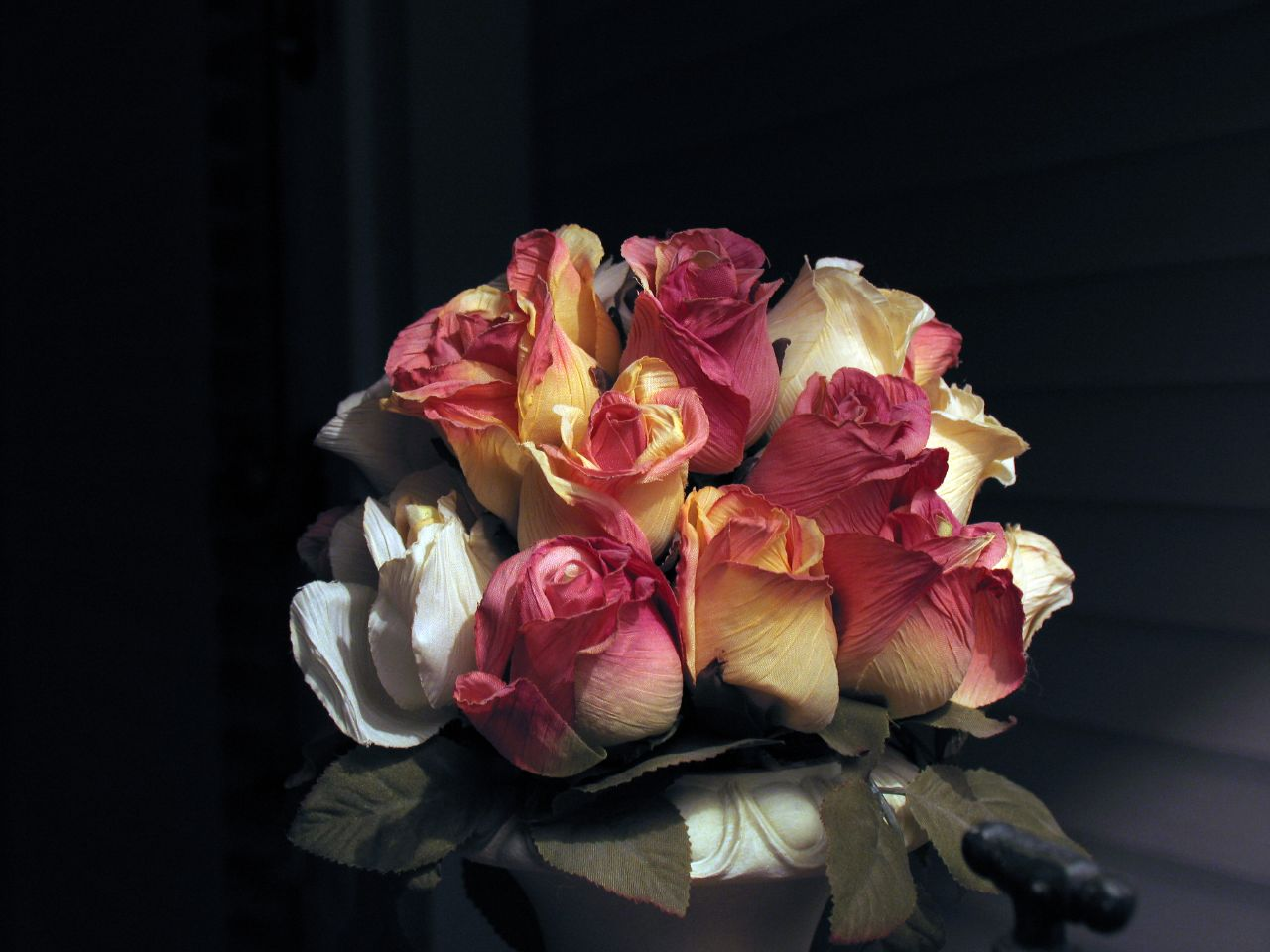
زهرة بلاستيكية